# Dacia Spring
Dacia Spring – model miejskiego, czteroosobowego auta elektrycznego produkowany przez rumuńską markę Dacia od 2021 roku.  

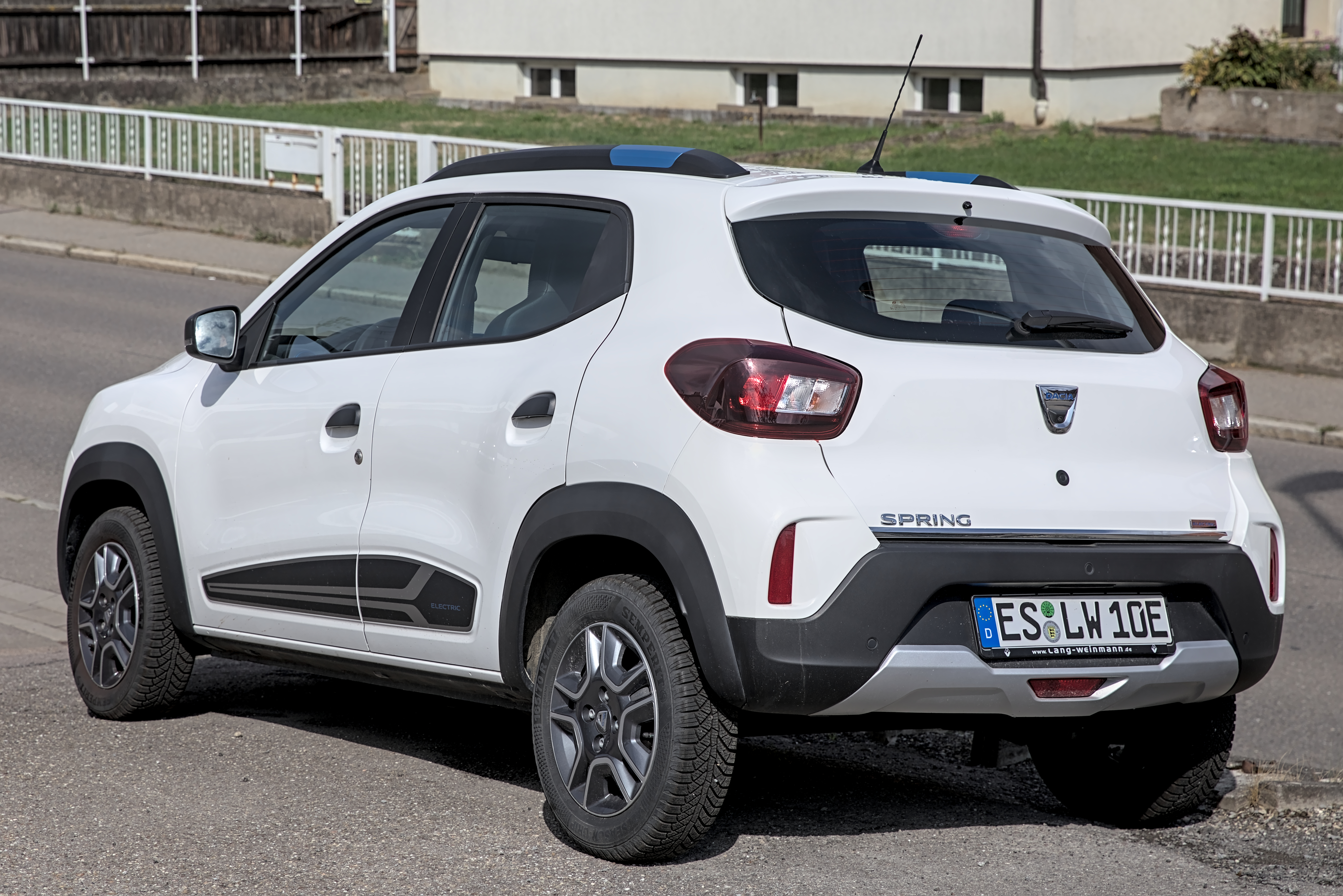
Dacia Spring przed faceliftingiem - tył

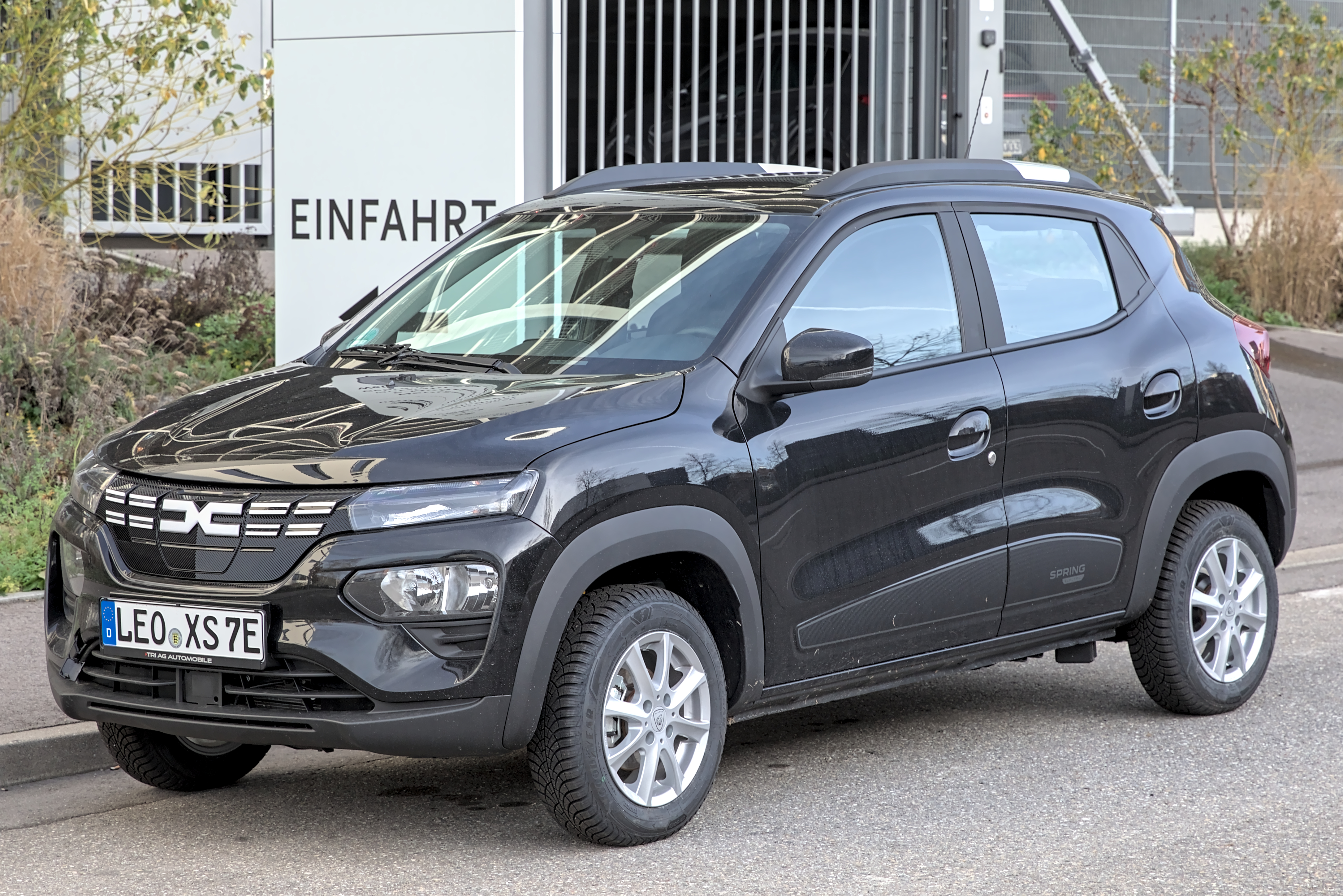
Dacia Spring - po faceliftingu

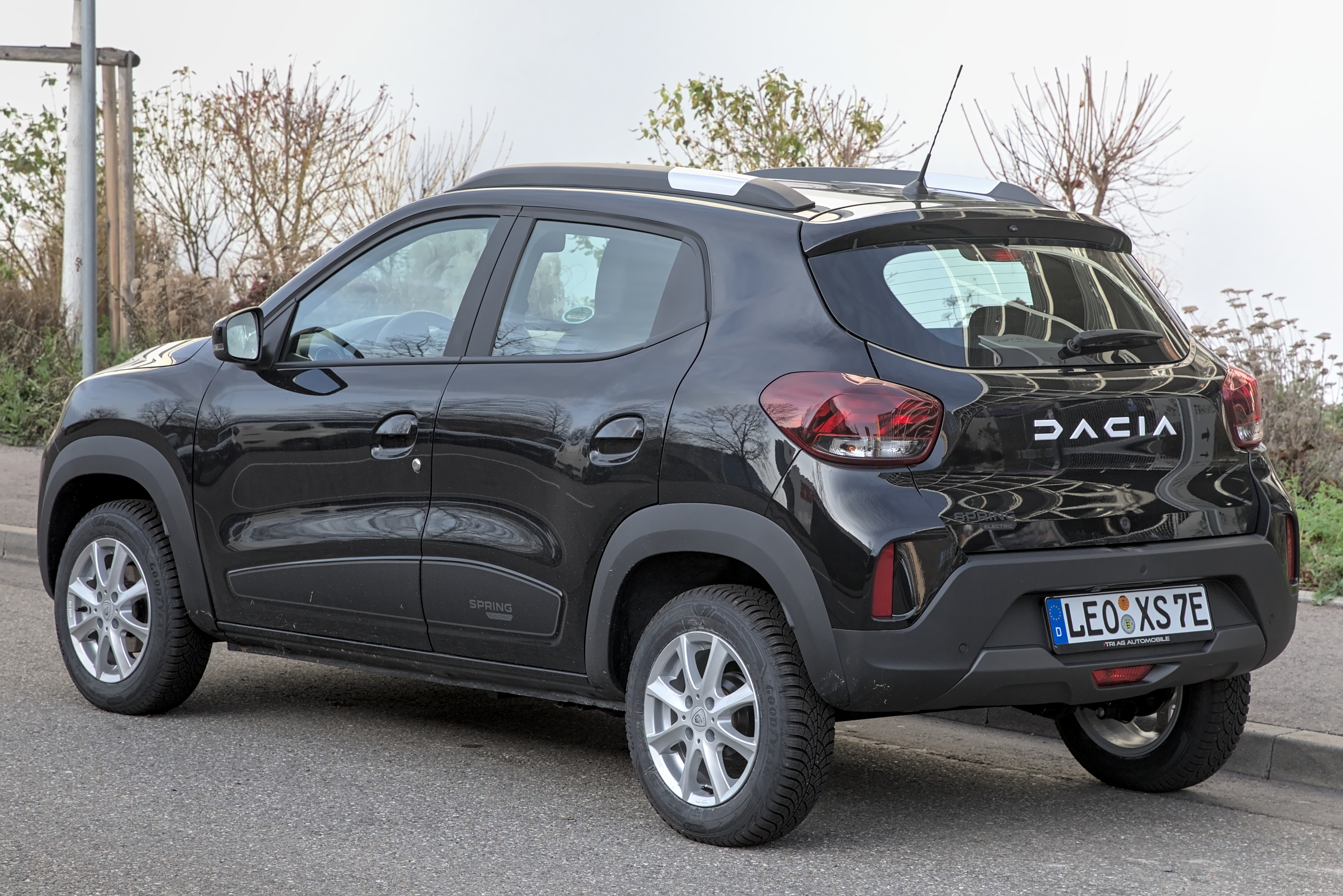
Dacia Spring - po faceliftingu

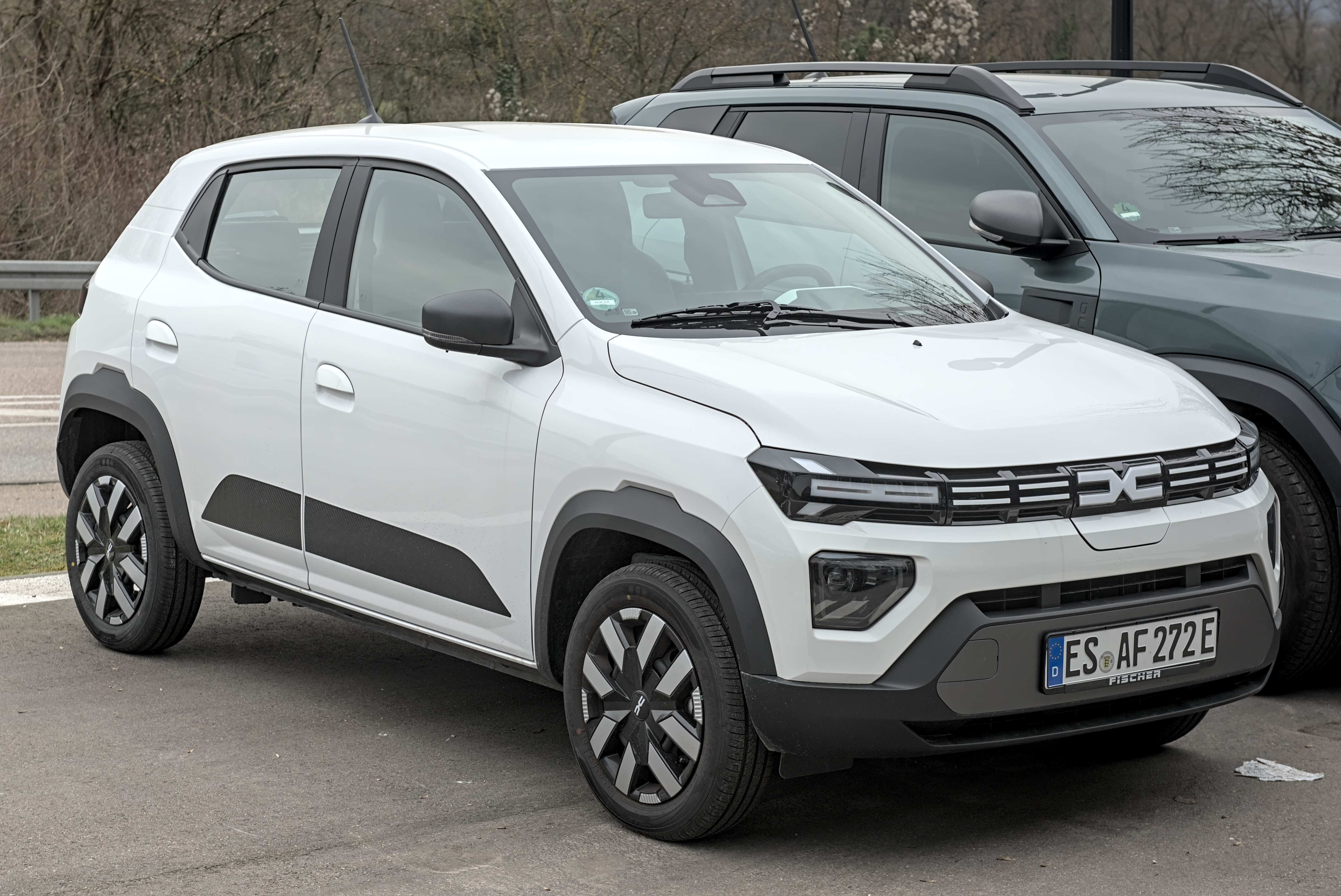
Dacia Spring - po liftingu

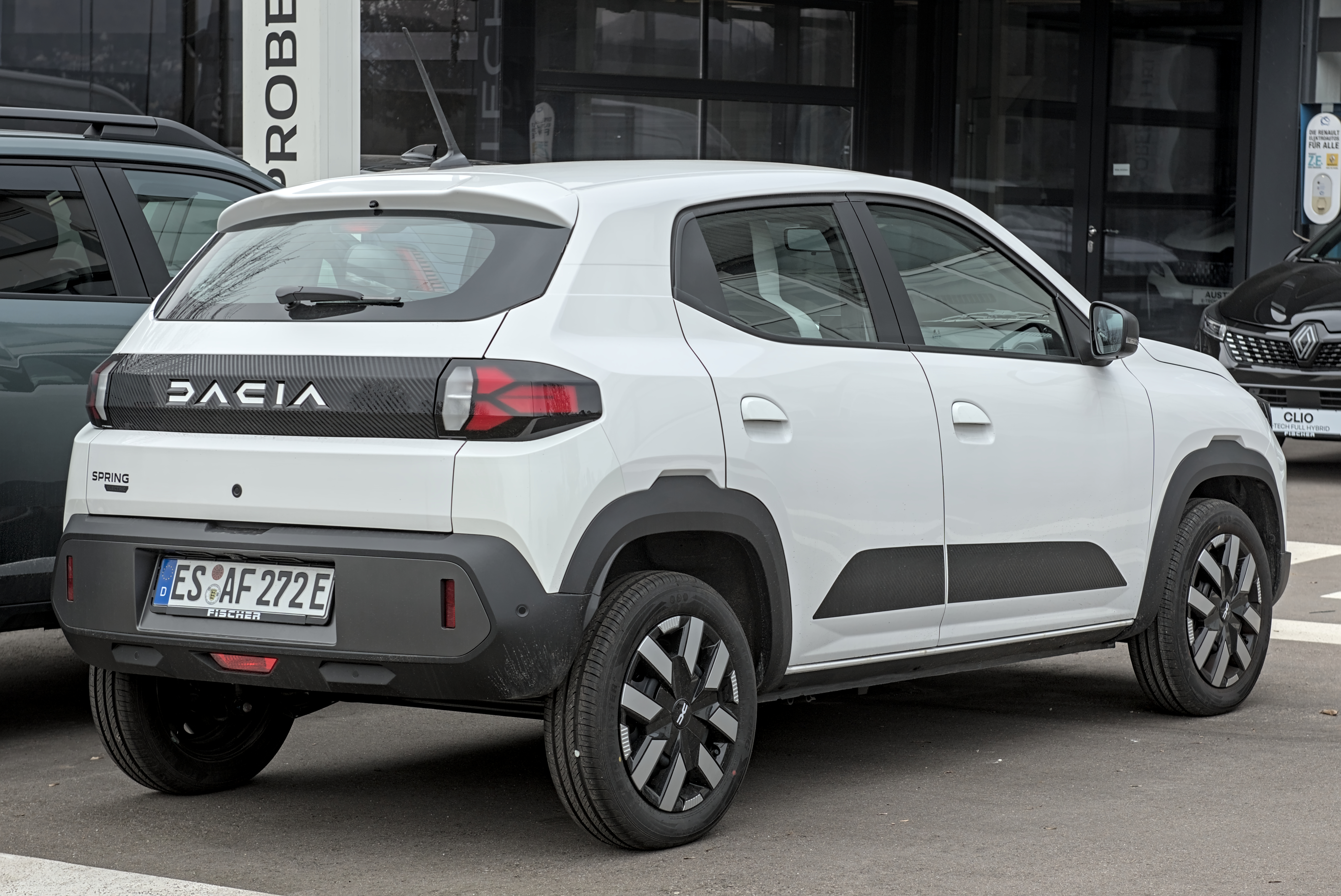
Dacia Spring - po liftingu tył

Samochód zaprezentowano po raz pierwszy w październiku 2020 roku, jednak konstrukcyjnie bazuje on na zaprezentowanym wcześniej elektrycznym Renault K-ZE oferowanym i produkowanym w Chinach. Premiera w Polsce miała miejsce w kwietniu 2021 roku. 
Za napęd pojazdu odpowiada silnik elektryczny o mocy 44 koni mechanicznych, który generuje 125 Nm momentu obrotowego, pozwala on autu na przyspieszenie od 0 do 50 km/h w 5,8 sekundy a od przyspieszenie od 0 do 100 km/h w 19,1 sekundy. Prędkość maksymalna pojazdu wynosi 125 km/h. Akumulator trakcyjny Dacii ma pojemność 27,4 kWh i pozwala on na przejechanie w cyklu mieszanym WLTP do 230 km, natomiast w cyklu WLTP City do 305 km. 

## Lifting Springa
Samochód w 2024 roku przeszedł gruntowny lifting. Dzięki niemu samochód upodobnił się do nowych modeli Dacii. Samochód dostał większy bagażnik, nowe systemy bezpieczeństwa, mocniejszy napęd i całkowicie zmienioną deskę rozdzielczą.

## Spring Cargo
Dacia oferuje także model Spring w dostawczej wersji Cargo. Modyfikacje w stosunku do wersji osobowej obejmują całą tylną część pojazdu we wnętrzu, gdzie wymontowano tylną kanapę i utworzono płaską przestrzeń ładunkową oddzieloną od pierwszego rzędu foteli ścianą grodziową. Długość przestrzeni ładunkowej wynosi 1172 mm, pojemność według producenta wynosi 1000 l a ładowność 358 kg. Konwersja nie wpłynęła na zasięg pojazdu, jest on taki sam jak w odmianie osobowej.

## Carsharing
Dacia oferuje model Spring w wersji Business przystosowanej do użytkowania przez firmy car-sharingowe. W Polsce Spring jeszcze przed dostarczeniem do salonów dilerskich i przekazaniem do klientów trafił do oferty wypożyczalni Traficar

## Wersje wyposażenia
- Business (dla klientów biznesowych, przystosowana do car-sharingu)
- Comfort
- Comfort Plus